# Souanyas
Souanyas település Franciaországban, Pyrénées-Orientales megyében. Lakosainak száma 31 fő (2022. január 1.). Souanyas Olette, Escaro, Nyer és Canaveilles községekkel határos.

## Népesség
A település népessége az elmúlt években az alábbi módon változott:
| Lakosok száma | 46   | 43   | 40   | 37   | 37   | 37   | 36   | 34   | 31   |
|               | 2013 | 2015 | 2016 | 2017 | 2018 | 2019 | 2020 | 2021 | 2022 |